# Tony Blair Institute for Global Change
Das Tony Blair Institute (TBI), allgemein bekannt unter dem Namen Tony Blair Institute for Global Change, ist eine Non-Profit-Organisation, die vom ehemaligen britischen Premierminister Tony Blair gegründet wurde. Das Institut ist vorwiegend im Bereich der Politikberatung tätig und global aktiv. Ein besonderer Fokus liegt dabei auf den Themen Gesundheit, Bildung, Technologie und Digitalisierung.

## Geschichte
Als Vorsitzender der Labour Party von 1994 bis 2007 näherte Tony Blair die Partei der politischen Mitte an („New Labour“). Er war von 1997 bis 2007 Premierminister des Landes. Nach seiner Amtszeit zog er sich aus der Tagespolitik zurück und verfolgte verschiedene philanthropische und unternehmerische Aktivitäten. 2017 legte Blair seine verschiedenen Organisationen, darunter die Tony Blair Faith Foundation, die Tony Blair Sports Foundation, die Tony Blair Governance Initiative und das Unternehmen Tony Blair Associates, zusammen und rief an ihrer Stelle das Tony Blair Institute ins Leben. Laut Blair habe ihn der Aufschwung des „autoritären Populismus“ in Europa dazu veranlasst. Die neue Organisation solle die „politische Mitte“ neu beleben und dadurch der Bedrohung der liberalen Demokratie durch Extremismus entgegentreten. Das TBI startete mit 200 Mitarbeitern, darunter der deutsch-US-amerikanische Politikwissenschaftler Yascha Mounk.
Während der COVID-19-Pandemie im Vereinigten Königreich soll das Institut eine große Rolle gespielt haben und bei der Organisation von COVID-19-Schnelltests und der Durchführung der Impfkampagne Ratschläge gegeben haben.
Im Jahr 2021 war die Anzahl der Mitarbeiter auf 800 angewachsen und das TBI war in mehr als 40 Ländern in Europa, Amerika, Afrika und Asien aktiv. Der Umsatz lag bei 81 Millionen Euro. 2023 lag der Umsatz bei knapp 140 Millionen US-Dollar und die Anzahl der Mitarbeiter bei knapp 1000.

## Tätigkeit
Die Organisation ist keine politische Partei, aber sie ist stark von der Ideologie und dem persönlichen Stil von Tony Blair geprägt. Dieser verfolgt einen technokratischen und zentristischem Politikansatz. Blair selbst sagte dazu „Ich möchte, dass [das Institut] unternehmerisch handelt, agil ist und den Regierungen gute, solide Ratschläge gibt“.
Das TBI gibt Beratung für Regierungen in verschiedenen Politikbereichen wie Gesundheitswesen, Klimawandel oder wirtschaftliche Entwicklung. Es arbeitet dabei neben Regierungen auch mit zahlreichen Partnern zusammen, wie Stiftungen und Nichtregierungsorganisationen, multilateralen Organisationen, Unternehmen, akademischen Institutionen und Privatpersonen. Zu den Partnern des TBI gehört auch das Weltwirtschaftsforum. Das Institut tritt sehr stark für den Einsatz neuer Technologien zu Lösung sozialer Probleme ein, so z. B. für den Einsatz digitaler Identifikationskarten und Investitionen in künstliche Intelligenz.
Tony Blair rief 2016 die African Governance Initiative ins Leben und sein Institut führt zahlreiche Projekte in afrikanischen Ländern durch. So entsendete das Institut nach dem Putsch in Mali 2020 Mitarbeiter zur Unterstützung der Ausarbeitung einer neuen Verfassung. Es beriet auch den ruandischen Staatspräsidenten Paul Kagame und half zahlreichen Staaten Reformen zu verwirklichen und Projekte umzusetzen. In Indonesien beriet es z. B. die dortige Regierung beim Bau der neuen Hauptstadt Nusantara.

## Finanzierung
Das TBI finanziert sich aus Spenden von Unternehmen, Privatpersonen und Staaten. Das Tony Blair Institute bestätigte, dass es Spenden vom US-Außenministerium und von Saudi-Arabien erhalten hat. Der Softwareunternehmer Larry Ellison gilt als großer Förderer des TBI. Er spendete 2021 knapp 34 Millionen US-Dollar und 2022 weitere 49 Millionen. Auch Microsoft, die Bill & Melinda Gates Foundation und die Weltbank haben an das Institut gespendet. In seiner Rechtsform ist das TBI nicht profitorientiert. Ein Interessenskonflikt im Verhältnis mit Spendern soll laut Beteuerungen des Instituts nicht bestehen.

## Kritik
Dem TBI wurde vorgeworfen, eine neoliberale Agenda zu verfolgen. Auch eine mögliche persönliche Interessensverfolgung durch Tony Blair, der mögliche Einfluss von privaten Spendern und die Zusammenarbeit mit autoritären Regierungen wie Ruanda und Saudi-Arabien wurde kritisiert. Die Parteilinke der britischen Labour Party beklagte die Nähe des TBI zum Parteiführer Keir Starmer. Der Guardian bezeichnete Blair 2023 als mächtiger als während seiner Zeit als Premierminister.